# Rubus lorentzianus
Rubus lorentzianus är en rosväxtart som beskrevs av August Adriaan Pulle. Rubus lorentzianus ingår i släktet rubusar, och familjen rosväxter. Inga underarter finns listade i Catalogue of Life.